# 小野明日香
小野明日香（おの あすか，1993年4月26日—），日本女演员、时装模特儿，出生于茨城县，B血型，所属公司为JVC娱乐（JVCエンタテインメント）。

## 演出经历

### 杂志
- 《nicola》（新潮社，2006年8月号 - ）专属模特儿

### 电影
- 《还我拇指》親指さがし（2006年）
- STAY（2007年）
- 只想告诉你（2010年）

### 录像
- こっくりさん 日本版（2005年，クロックワークス）
- 死刑確定II・III（2005年，东映影音）

### 电视连续剧
- 纪录片《录音机～残余声音记录～航空班机坠毁20年之真相》（ボイスレコーダー〜残された声の記録〜ジャンボ機墜落20年目の真実，2005年8月12日，TBS电视）[1]
- 《死神的歌谣》第6话（2007年，东京电视台）
- 《假面骑士電王》第11-12话（2007年，朝日电视台）
- 《スピリチュアル･ドラマ》「江原啓之への質問状～永遠の記憶～」（2007年，WOWOW）
- 《千の風になってドラマスペシャル》第三弾「はだしのゲン」前編・後編（2007年，富士电视台）
- 《女刑事みずき〜京都洛西署物語〜》第10话（2007年，朝日电视台）
- 《炎神战队轰音者》第13话（2008年，朝日电视台）
- 《ドラマW「パーフェクト・ブルー」》（2010年2月7日，WOWOW）
- 《警視庁失踪人捜査課》第5话（2010年5月14日，朝日电视台）

### CM
- 《Yes! 光之美少女5》『変身ケータイ!キュアモ』（2008年）

### PV
- 《TOKIO/自分のために》（2004年，环球影业）

### Web
- 《学习研究社》（BOMB.tv）

### 网络电影
- 《重要承诺》（2005年7月，Gyao/雅虎日本）
- 《约束》（BroadBand Tower, Inc.）

## 作品

### DVD
- 《小野明日香/Little☆Actress》（2005年，ビーエムドットスリー）